# Cabildo de Buenos Aires

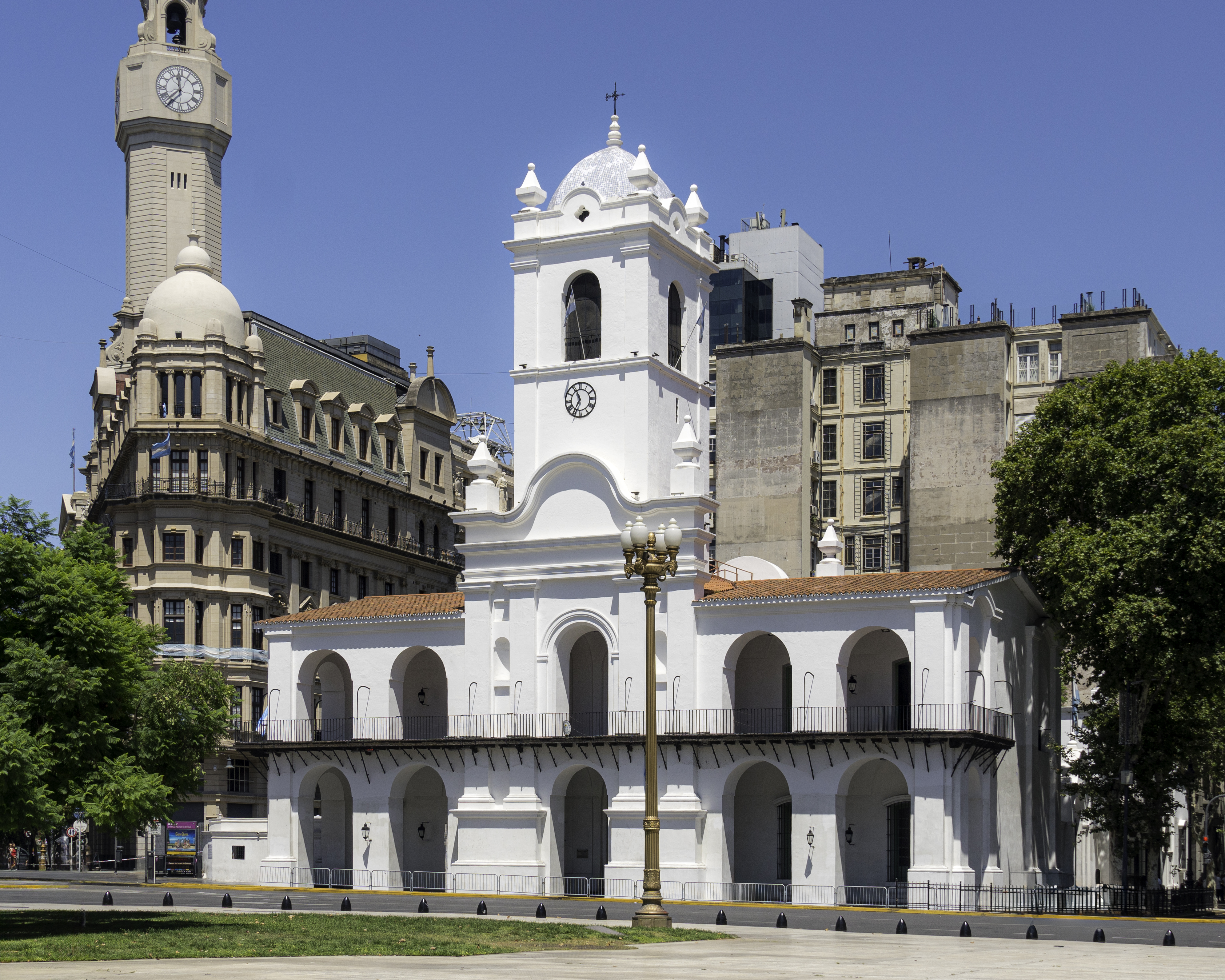
Cabildo de Buenos Aires.

O Cabildo de Buenos Aires é um edifício histórico localizado na Praça de Maio da capital argentina. Durante a época colonial, o edifício foi sede do cabildo encarregado de representar a cidade frente à metrópole, com várias funções jurídicas e administrativas, além de servir de prisão. O cabildo de Buenos Aires cobrou mais importância a partir da criação em 1776 do Vice-Reino do Rio da Prata, cuja capital era Buenos Aires. Foi no cabildo da cidade que foi declarada a Revolução de Maio de 1810, primeiro passo da independência de vários países da região platina.

## História
O primeiro edifício do cabildo foi construído no início do século XVII, no mesmo lugar do atual, na praça maior da cidade (atual Praça de Maio). Esta primeira estrutura, erguida de maneira precária, necessitava ser substituída por uma maior e mais sólida no final do século. As obras do atual edifício só começaram por volta de 1725, com projeto de Andrés Blanqui, um jesuíta italiano com vasta obra na atual Argentina. O novo cabildo foi inaugurado em 1740, mas o segundo andar só foi terminado em 1748, seguido da torre.

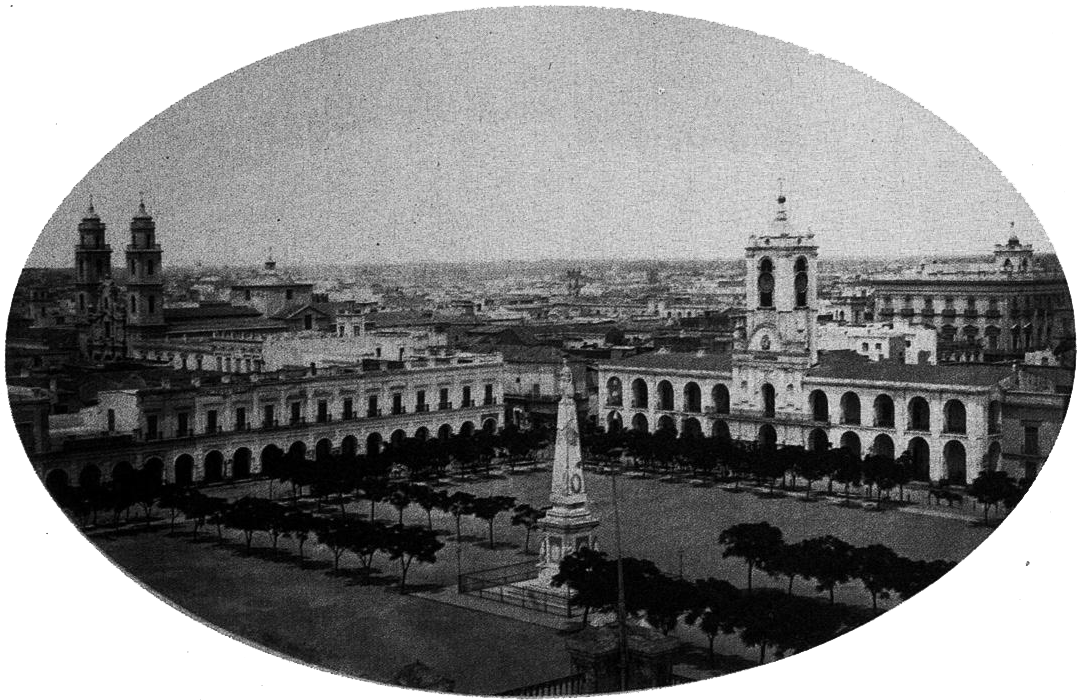
Praça de Maio e o Cabildo, ainda com suas 11 arcadas originais, em 1867.

A fachada do edifício, semelhante a outros construídos na época, possui dois andares com arcadas, o andar de cima dotado de um balcão contínuo de madeira com grades de ferro. No centro do edifício há um corpo central mais alto, com um frontão de perfil barroco, dotado de torre. As arcadas eram originalmente 11, mas a abertura de novas avenidas nos séculos XIX e XX reduziu o número de arcos aos cinco atuais. No pátio atrás do edifício principal há vários edifícios menores que serviram de prisão.
Nas últimas décadas do século XIX o edifício do cabildo foi alterado várias vezes. Na década de 1880 ocorre uma grande reforma realizada pelo engenheiro Pedro Benoit: a torre foi substituída por outra mais alta, e o edifício colonial de linhas simples foi reformado em estilo eclético italianizante. A torre e várias arcadas foram demolidas para a abertura da Avenida de Mayo, após 1888. Mais tarde, em 1931, mais arcos do lado esquerdo foram destruídos para a abertura da Avenida Presidente Julio Roca.
Em 1933, o edifício do Cabildo de Buenos Aires foi declarado patrimônio nacional. Em 1940 o histórico edifício foi devolvido a sua forma original pelo arquiteto Mario Buschiazzo. A abundância de documentos e imagens históricas permitiu uma restauração fiel.
Atualmente o cabildo é uma atração turística, funcionando como Museo Nacional del Cabildo y la Revolución de Mayo, exibindo várias peças da época colonial e da independência.